# MotoCzysz
Motoczysz é uma empresa americana de motocicletas com sede em Portland, Oregon, que pretendia competir no campeonato mundial de MotoGP. e já disputou, como scuderia, outros eventos esportivos.
O protótipo do motor C1 foi projetado com um equilíbrio perfeito, sem a necessidade de um eixo de equilíbrio. Algumas das inovações patenteadas incluíam uma embreagem deslizante com embreagens duplas e uma forquilha exclusiva. A empresa também desenvolveu uma bem-sucedida motocicleta de corrida elétrica, a E1pc.

## História
O MotoCzysz foi fundado pelo falecido engenheiro americano e motociclista profissional Michael Czysz.
Em junho de 2009, a MotoCzysz participou do primeiro grande prêmio de motocicleta com emissões zero do mundo. A corrida ocorreu no percurso TT da Ilha de Man. Esta corrida foi o tema do documentário de 2011  Charge , onde a equipe de MotoCzysz foi chamada de "arrogantes figurões americanos". Em outubro de 2009, MotoCzysz e Bajaj Auto anunciaram uma joint venture para criar um automóvel verde. Analistas especularam que o veículo poderia ser um veículo híbrido. O MotoCzysz se uniu à Remy Electric Motors LLC para desenvolver um sistema de acionamento elétrico para veículos de quatro rodas. A empresa assinou um contrato com a TAC Motors da Brazlia em 2012 para fornecer esses acionamentos para o Stark SUV da TAC Motors.

## C1

### Quadro
O C1 apresenta um quadro de fibra de carbono que exibe mais rigidez do que a maioria das outras motocicletas.